# Lac de la Haute-Sûre
Lac de la Haute-Sûre är en kommun i Luxemburg. Den ligger i kantonen Wiltz och distriktet Diekirch, i den nordvästra delen av landet, 40 kilometer nordväst om huvudstaden Luxemburg. Antalet invånare är 1 707. Administrativt centrum är Bavigne. Arean är 49 kvadratkilometer. Lac de la Haute-Sûre gränsar till Bastogne och Boulaide. 
Terrängen i Lac de la Haute-Sûre är platt.
I omgivningarna runt Lac de la Haute-Sûre växer i huvudsak blandskog. Runt Lac de la Haute-Sûre är det ganska glesbefolkat, med 43 invånare per kvadratkilometer.

## Kommentarer

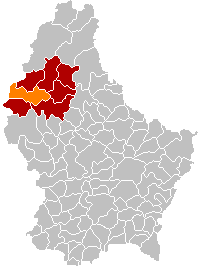
Lac de la Haute-Sûre markerad med orange i karta över Luxemburg